# Pierre Lucien Claverie
Pierre Lucien Claverie (Algeri, 8 maggio 1938 – Orano, 1º agosto 1996) è stato un vescovo cattolico francese naturalizzato algerino.
Pierre Claverie fu membro professo dell'Ordine dei frati predicatori e vescovo di Orano dal 1981 fino al suo omicidio. Pierre Claverie era francese, ma dato che era nato in Algeria francese si considerava un vero algerino. Era impegnato nell'ecumenismo e nel dialogo con la fede islamica e sognava una convivenza pacifica con i musulmani in un'Algeria indipendente. Allo stesso modo era noto per i suoi studi sulla cultura islamica e per la sua padronanza dell'arabo classico che insegnava anche a quei musulmani che capivano il linguaggio popolare comune piuttosto che le sue origini classiche. Monsignor Claverie fu anche un prolifico scrittore sul dialogo. Questo fu il fulcro della sua vita sacerdotale ed episcopale.
La causa per la canonizzazione di monsignor Claverie venne aperta il 31 marzo 2007 come parte di una più ampia causa di gruppo comprendente altri religiosi uccisi nel corso della guerra civile algerina. I martiri d'Algeria sono stati beatificati ad Orano l'8 dicembre 2018 da papa Francesco e dal cardinale Giovanni Angelo Becciu.

## Biografia
Monsignor Pierre Claverie nacque in una zona operaia di Algeri, chiamata Bab-el-Oued, l'8 maggio 1938. Era la quarta generazione di coloni francesi in Algeria. Crebbe in un ambiente educativo credente ma non molto pio. Nel 1948 entrò in un gruppo di scout guidato dai frati domenicani. Sua madre e sua sorella lasciarono il dipartimento di Algeri nel 1962, poco prima dell'indipendenza dell'Algeria, mentre suo padre se ne andò nel febbraio del 1963, quando maturò la pensione.

### Formazione e ministero sacerdotale
Una volta completati gli studi e conseguito il diploma si recò a Grenoble, in Francia, per proseguire gli studi universitari. Lì si trovò di fronte a proteste contro la presenza francese in Algeria e si rese conto dei limiti del mondo francese in cui era cresciuto e che in seguito definì "la bolla coloniale".
In seguito decise di diventare frate domenicano e il 7 dicembre 1958 iniziò il suo periodo di noviziato nel convento di Lilla. Nel dicembre dell'anno successivo emise i primi voti. Proseguì gli studi a Le Saulchoir, un istituto domenicano vicino a Parigi, dove lesse le opere dei domenicani Yves Congar e Marie-Dominique Chenu. Nel frattempo, la guerra di indipendenza iniziata in Algeria nel 1954 si concluse nel 1962, quando era in Francia a studiare. Ritornò ad Algeri dal marzo del 1962 al settembre del 1963 per terminare il suo periodo di leva nelle forze armate. Collaborò con i cappellani militari e gestì un club per gli arruolati ma rifiutò di portare armi.
Il 4 luglio 1965 fu ordinato presbitero nel convento di Le Saulchoir a Étiolles da monsignor Jean-Baptiste-Étienne Sauvage, vescovo di Annecy. Scelse di tornare in Algeria nel luglio del 1967, non per nostalgia, ma per partecipare alla ricostruzione della sua nuova nazione indipendente. Questa idea lo ispirò e galvanizzò al punto che imparò la lingua araba e divenne un noto riferimento per l'Islam. Dal gennaio del 1973 al 1981 diresse il Centre des Glycines di Algeri, un istituto per gli studi sull'arabo classico e l'Islam. L'idea originale era che l'istituto servisse alla pianificazione religiosa del paese. L'indipendenza indusse moltissimi musulmani a recarsi al Centro con l'ardire di conoscere meglio la loro cultura e di apprendere l'arabo poiché la lingua della colonizzazione era stato il francese.
Monsignor Claverie era un uomo di dialogo e partecipò a numerosi incontri tra cristiani e musulmani. A volte però criticava le conferenze interreligiose formali che sentiva rimanere troppo sulla superficie delle cose. Evitava quelle riunioni poiché credeva che fossero generatrici di slogan e che sorvolassero sulle differenze teologiche. Aveva una conoscenza così eccellente dell'Islam che il popolo di Orano lo avrebbe chiamato "il vescovo dei musulmani", un titolo che sembrava piacergli da quando aveva sognato di stabilire un vero dialogo tra tutti i credenti indipendentemente dalla fede o dal credo. Monsignor Claverie credeva anche che la fede islamica fosse autentica nella pratica, concentrandosi sulle persone piuttosto che sulle teorie. Affermò infatti: "Il dialogo è un'opera alla quale dobbiamo tornare senza sosta: solo questo ci permette di disarmare il fanatismo, sia il nostro che quello dell'altro". Disse anche che "l'Islam sa come essere tollerante". Nel 1974 entrò a far parte di una filiale di Cimade, una ONG francese dedita all'aiuto degli oppressi e delle minoranze.

### Ministero episcopale
Il 25 maggio 1981 papa Giovanni Paolo II lo nominò vescovo di Orano. Ricevette l'ordinazione episcopale il 2 ottobre successivo dal cardinale Léon-Etienne Duval, arcivescovo di Algeri, coconsacranti l'arcivescovo-prelato di Tunisi Michel Callens e l'arcivescovo di Rabat Jean-Berchmans-Marcel-Yves-Marie-Bernard Chabbert.
Creò biblioteche e centri di riabilitazione per portatori di handicap nonché centri educativi per le donne. Nel 1981 richiese la cittadinanza algerina.
Dal 1992 in poi, con lo scoppio della guerra civile algerina, la piccola Chiesa cattolica che serviva per la maggior parte i lavoratori stranieri, fu minacciata. C'era chi in Europa consigliava ai funzionari ecclesiastici di lasciare la nazione in modo da rimanere al sicuro. Monsignor Claverie era contrario a questo: anche se non era mai riuscito a ottenere la cittadinanza, si considerava un algerino e si rifiutava di lasciare il popolo a cui la sua vita era legata. Durante la crisi rifiutò di tacere. Una volta ritenuto importante, non esitò a criticare in pubblico le due principali forze contrarie: il Fronte Islamico di Salvezza e il governo algerino. Nel 1993, durante un dibattito, predisse che ci sarebbe stata una tendenza inevitabile alla migrazione verso nord, in Europa, e che "il volto dell'Europa cambierà".
Il 1º agosto 1996 venne assassinato insieme al suo autista e amico Mohamed Bouchikhi (1975-1996) tramite l'esplosione di una bomba che causò la distruzione dell'ingresso del vescovado mentre i due stavano entrando nell'edificio poco prima di mezzanotte. Stava tornando da un viaggio ad Algeri dove aveva incontrato il ministro degli esteri francese Hervé de Charette per parlare dei residenti francesi in Algeria e del modo migliore per tenerli al sicuro dal conflitto. Fu durante il suo funerale che i musulmani in lutto lo descrissero come "il vescovo dei musulmani".
Il 23 marzo 1998 sette persone vennero giudicate colpevoli del suo omicidio e condannate a morte. La Chiesa cattolica d'Algeria chiese ed ottenne che le loro pene capitali fossero commutate in pene detentive. Il suo assassinio si rivelò uno shock tremendo per i francesi.

## Processo di beatificazione
La causa per la canonizzazione di monsignor Claverie - così come di altri diciotto religiosi uccisi durante la guerra civile algerina - iniziò ad Algeri il 5 luglio 2006, dopo il trasferimento dal foro diocesano di Orano. L'inizio ufficiale della causa avvenne sotto papa Benedetto XVI, il 31 marzo 2007, dopo che la Congregazione delle cause dei santi emise l'editto ufficiale di "nihil obstat" (nulla contro) la causa, dando così ai diciannove il titolo di servi di Dio. La fase di indagine diocesana si svolse dal 5 ottobre 2007 alla sua chiusura successiva, il 9 luglio 2012. La Congregazione delle cause dei santi convalidò questo processo diocesano il 15 febbraio 2013, quando la causa giunse a Roma per ulteriori indagini. Il dossier ufficiale, detto "positio", giunse alla Congregazione delle cause dei santi nel 2017.
Il 1º settembre 2017 l'arcivescovo di Algeri Paul Desfarges e il vescovo di Orano Jean-Paul Vesco vennero ricevuti in udienza privata da papa Francesco per discutere della causa. Il collegio dei teologi aveva già approvato la causa. Questo significava che la plenaria della Congregazione delle cause dei santi doveva approvarla prima che fosse portata al pontefice che avrebbe concesso la pubblicazione. Il papa incoraggiò i vescovi e spinse perché la causa procedesse. Il 26 gennaio 2018 papa Francesco autorizzò la pubblicazione del decreto riguardante il martirio di monsignor Claverie e di 18 compagni uccisi in Algeria dal 1994 al 1996. La cerimonia di beatificazione venne celebrata l'8 dicembre 2018 ad Orano dal cardinale Giovanni Angelo Becciu.
L'attuale postulatore per questa causa è il prete trappista Thomas Georgeon.

## Pierre & Mohamed
Pierre & Mohamed. Algérie 1er août 1996 è un'opera teatrale scritta dal padre domenicano Adrien Candiard su testi di monsignor Pierre Claverie e per la regia di Francesco Agnello per il Festival d'Avignone del 2011. L'opera vuole essere un omaggio al messaggio di amicizia e di rispetto ancorato al desiderio di dialogo interreligioso di monsignor Pierre Claverie. L'autore riprese i sermoni del vescovo per incrociarli con i sentimenti dati a Mohamed. In quest'opera, che è una mediazione più che uno spettacolo, l'attore Jean-Baptiste Germain interpreta i due personaggi, che rafforzano l'unità e l'amicizia che legò i due uomini, fino alla morte: Pierre, il vescovo e Mohamed, il suo autista. I testi di Pierre & Mohamed sono supportati dal musicista Francesco Agnello con un hang..
L'impegno di monsignor Pierre Claverie per il dialogo interreligioso può essere illustrato da questo breve estratto dall'opera: "La religione può essere il posto peggiore il fanatismo, per gli uomini hanno sete di onnipotenza divina o, più semplicemente, sono stupidi. Tutte le religioni sono costantemente esposte al diventare strumenti di oppressione e alienazione. Non lasciare che lo Spirito soffochi la lettera. Possiamo combattere queste denatalità di fede, le nostre come quelle degli altri, mantenendo il dialogo nonostante turbolenze superficiali e un apparente indurimento. Il dialogo è un'opera che deve essere costantemente rinnovata: essa sola ci consente di disarmare il fanatismo, in noi e negli altri".
Un documentario di Net for God prende parte a quest'opera per illustrare la vita di "Pierre Claverie, un ami des Algériens".

## Opere
- Le Livre de la Foi, di Pierre Claverie e dei vescovi del Maghreb, Éditions du Cerf, Paris 1996.
- Lettres et messages d'Algérie, Editions Karthala, Paris 1996.
- Donner sa vie: Six jours de retraite sur l'Eucharistie, Éditions du Cerf, Parigi, 2003.
- Ii est tout de même permis d'être heureux: Lettres familiales 1967-1969, edizione presentata e commentata da Eric Gustavson, cognato di Pierre Claveri, con l'assistenza di suor Anne Catherine Meyer, O.P., e prefazione di Jean- Jacques Pérennès, O.P., Éditions du Cerf, Parigi, 2003.
- Petit traité de la rencontre et du dialogue, Éditions du Cerf, Parigi, 2004.
- Je ne savais pas mon nom ... Mémoires d'une religieuse anonyme: presentato da suor Anne Catherine Meyer, O.P., Éditions du Cerf, Parigi, 2006.
- Cette contradiction continuellement vécue: Lettres familiales 1969-1975, edizione presentata e commentata da Eric Gustavson, cognato di Pierre Claveri, con l'assistenza di suor Anne Catherine Meyer, O.P., e prefazione di Jean- Jacques Pérennès, O.P., Éditions du Cerf, Parigi, 2007.
- Humanité Plurielle, Éditions du Cerf, Parigi, 2008.
- Marie la Vivante: Sept jours de retraite avec Marie, presentato da suor Anne Catherine Meyer, O.P., Éditions du Cerf, Parigi, 2008.
- Petite introduction à l' Islam, presentato da suor Anne Catherine Meyer, O.P., Éditions du Cerf, 2010.
- Quel bonheur d'être croyant! Vie religieuse en terre algérienne, presentato da suor Anne Catherine Meyer, O.P., Éditions du Cerf, Parigi, 2012.
- Là où se posent les vraies questions: Lettres familiales 1975-1981, edizione presentata e commentata da Eric Gustavson, cognato di Pierre Claveri, con l'assistenza di suor Anne Catherine Meyer, O.P., e prefazione di Jean- Jacques Pérennès, O.P., Éditions du Cerf, Parigi, 2012.
- Prier 15 jours avec Pierre Claverie Evêque d'Oran martyr, Editions Nouvelle Cité, Francia, 2011.

## Genealogia episcopale
La genealogia episcopale è:
- Cardinale Scipione Rebiba
- Cardinale Giulio Antonio Santori
- Cardinale Girolamo Bernerio, O.P.
- Arcivescovo Galeazzo Sanvitale
- Cardinale Ludovico Ludovisi
- Cardinale Luigi Caetani
- Cardinale Ulderico Carpegna
- Cardinale Paluzzo Paluzzi Altieri degli Albertoni
- Papa Benedetto XIII
- Papa Benedetto XIV
- Papa Clemente XIII
- Cardinale Giovanni Francesco Albani
- Cardinale Carlo Rezzonico
- Cardinale Antonio Dugnani
- Arcivescovo Jean-Charles de Coucy
- Cardinale Gustave-Maximilien-Juste de Croÿ-Solre
- Vescovo Charles-Auguste-Marie-Joseph Forbin-Janson
- Cardinale François-Auguste-Ferdinand Donnet
- Arcivescovo Jean-Emile Fonteneau
- Vescovo Charles-Evariste-Joseph Coeuret-Varin
- Vescovo Joseph Rumeau
- Vescovo Jean-Camille Costes
- Vescovo Auguste-Léon-Alexis Cesbron
- Cardinale Léon-Etienne Duval
- Vescovo Pierre Lucien Claverie, O.P.